# Винтовой забойный двигатель

Двигатель в сборке с шарошечным долотом.

Винтовой забойный двигатель (англ. positive displacement motor; mud motor; drilling motor) — это гидромотор объёмного (гидростатического) действия для привода бурового долота. Основными элементами конструкции являются: двигательная секция, шпиндельная секция, регулятор угла. Винтовой забойный двигатель (ВЗД) применяют для бурения скважин различной глубины, широко применяются для наклонно-направленного и горизонтального бурения.

## История внедрения в России
СССР является родиной турбинного бурения. Первый промышленный образец был изготовлен ещё в 1922—1923 гг . Это был редукторный турбобур с одноступенчатой турбиной, начиная с 40-х годов основным техническим средством для бурения скважин являлся многоступенчатый турбобур. Широкое распространение турбинного бурения позволило получить высокие темпы роста добычи нефти и газа.
Однако с увеличением средних глубин скважин, совершенствования долот и технологии роторного бурения отечественная нефтяная промышленность стала отставать по показателю проходки за рейс от мирового уровня. Так в 1981—1982 годах средняя проходка за рейс в США составляла 350 м, в то время как в СССР она не превышала 90 м.
Такое отставание от США было связано с характеристикой турбобуров, которые не позволяли получать частоту вращения менее 400—500 об/мин с обеспечением необходимого крутящего момента и уровня давления насосов, и как следствие было невозможно применять современные низкооборотные шарошечные долота. И перед нефтяной промышленностью СССР встал вопрос о переходе на технологию низкооборотного бурения.
Роторное бурение хоть и применялось, но технологически сильно отставало от мирового уровня: не имелось бурильных труб и буровых станков высокого технического уровня. Таким образом было принято решение о создании низкооборотного забойного двигателя для замены турбобуров.
Работы по созданию опытных образцов винтовых забойных двигателей (ВЗД) начались в США и СССР в середине 60-х годов. В США первые ВЗД были альтернативой турбобурам для наклонно-направленного бурения, а в СССР они служили средством для привода низкооборотных долот.
В последние годы в технике и технологии бурения скважин произошли значительные изменения: появились новые технологии в наклонно-направленном бурении (бурение горизонтальных участков, бурение дополнительных стволов из ранее пробурённых скважин), распространение долот типа PDС, новейшие телеметрические системы для контроля забойных параметров во время бурения и др. И если раньше ВЗД рассматривались только как альтернативу турбобурам и их перспектива оценивалась неоднозначно, то сейчас в силу свои уникальных характеристик ВЗД стали основной частью современных технологий. В 2010 году в России выполнено ¾ всего объёма бурения и ремонта скважин при помощи ВЗД и они были взяты на вооружение практически всеми российскими и зарубежными нефтегазовыми и сервисными компаниями.

## Конструкция и принцип работы
Винтовые забойные двигатели относятся к объёмным роторным гидравлическим машинам и согласно общей теории таких машин элементами рабочих органов (РО) являются:
- Статор двигателя с плоскостями, примыкающими по концам к камерам высокого и низкого давления.[3]
- Ротор-винт, носящий название ведущего через который крутящий момент передаётся исполнительному механизму.[3]
- Замыкатели-винты, носящие название ведомых, назначение которых уплотнять двигатель, то есть препятствовать перетеканию жидкости из камеры высокого давления в камеру низкого давления[3].

Сравнительно малая металлоёмкость и простота конструкции является важным фактором, способствующим широкому использованию роторных гидромашин в современной технике.
РО ВЗД является винтовой героторный механизм - зубчатая пара со внутренним пространственным зацеплением, состоящая из ротора и статора с циклоидальными профилями зубьев. 
Ротор совершает планетарное движение внутри неподвижного статора, центры их поперечных сечений смещены на расстояние эксцентриситета зацепления.
К отличительным особенностям ВЗД относятся:
- Отсутствие быстроизнашивающихся распределительных устройств, поскольку распределение жидкости по камерам рабочих органов осуществляется автоматически за счёт соотношения чисел зубьев и шагов винтовых поверхностей ротора и статора.[4]
- Кинематика рабочих органов, в относительном движении которых сочетается качение и скольжение при относительно невысоких скоростях скольжения, что снижает износ рабочей пары.[4]
- Непрерывное изменение положения контактной линии (геометрического места точек касания ротора и статора) в пространстве, в результате чего механические примеси, находящиеся в жидкости, имеют возможность выносится потоком из рабочих органов.[4]

Так как ВЗД находится в непосредственном контакте с жидкостью (буровым раствором), который и приводит его в действие, то благодаря указанным особенностям он является практически единственным типом объёмных гидравлических двигателей, который сравнительно долговечны при использовании рабочих жидкостей, содержащих механические примеси.

Практически любой ВЗД можно разделить на несколько основных узлов: двигательная секция, шпиндельная секция, регулятор угла перекоса.

Силовая секция двигателя.

Двигательная (силовая) секция предназначена для преобразования энергии потока жидкости в вращательное движение ротора. Она состоит из стального ротора с винтовыми зубьями и статора, который имеет эластичную обкладку со внутренней винтовой поверхностью, выполненную обычно из резины. Статор и ротор двигательной секции должны соответствовать некоторым условиям:
- Числа заходов статора и ротора должны отличаться на единицу [4];
- Шаги винтовых поверхностей статора и ротора должны быть пропорциональны числам их заходов;

- Винтовые поверхности статора и ротора должны иметь одинаковое направление[4]

Зубья статора и ротора находятся в непрерывном контакте, образуя замыкающиеся по длине статора единичные камеры. Буровой раствор, проходя через эти камеры, проворачивает ротор внутри статора. По конструкции двигательной секции различают монолитные и секционные двигатели.

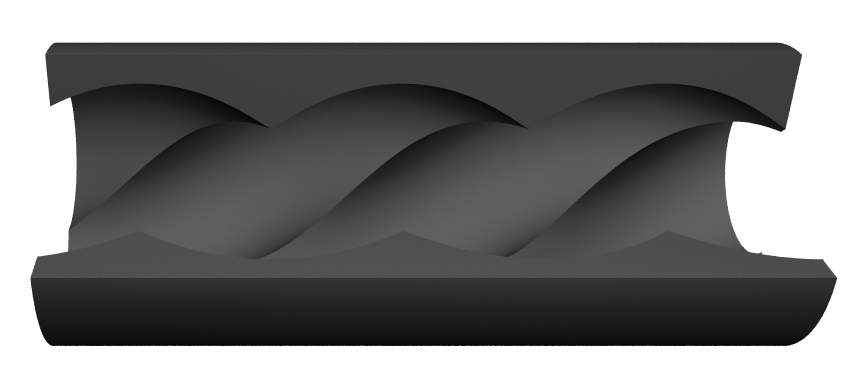
Статор с эластичной обкладкой

Шпиндельная секция. Под термином «шпиндель» подразумевается автономный узел двигателя с выходным валом с осевыми и радиальными подшипниками. Шпиндель является одним из главных узлов двигателя. Он передаёт крутящий момент и осевую нагрузку на долото, воспринимает реакцию забоя и гидравлическую осевую нагрузку, действующую в РО, а также радиальные нагрузки от долота и узла соединения планетарного ротора и вала шпинделя (шарнир или гибкий вал).
Шпиндель выполняется в виде монолитного полого вала, который соединяется посредством наддолотного переводника в нижней части с долотом, а с помощью муфты в верхней части — с шарниром или гибким валом По конструктивному исполнению шпиндели бывают открытые и маслонаполненные. В открытых (используются почти во всех серийных отечественных двигателях) узлы трения смазываются и охлаждаются буровым раствором, а в маслонаполненных узлы трения находятся в масляной ванне с избыточным давлением на 0,1-0.2 МПа, превышающим давление окружающей среды..
Регулятор угла предназначен для перекоса осей секций двигателя или самого двигателя относительно нижней части бурильной колонны. Устанавливается между силовой и шпиндельной секцией или над самим ВЗД. Обычно состоит из двух переводников, сердечника и зубчатой муфты.
В большинстве компоновок низа бурильной колоны, включающих ВЗД, устанавливаются переливные клапаны. Они предназначены для сообщения внутренней полости бурильной колонны с затрубным пространством при спуско-подъёмных операциях. Применение клапана устраняет холостое вращение двигателя, а также уменьшает гидродинамическое воздействие на забой и стенки ствола скважины, предотвращает перелив бурового раствора на устье скважины. Устанавливаются над двигателем или входят непосредственно в конструкцию ВЗД.